# Remo Forrer
Remo Forrer (Hemberg, 8 settembre 2001) è un cantante svizzero.
Ha rappresentato la Svizzera all'Eurovision Song Contest 2023 con il brano Watergun classificandosi ventesimo alla finale.

## Biografia
Nato e cresciuto nel Canton San Gallo, Remo Forrer è salito alla ribalta nel 2020 con la sua vittoria alla terza edizione del talent show The Voice of Switzerland, che gli ha fruttato un contratto discografico con la Universal Music. Il suo singolo di debutto, Home, ha raggiunto la 93ª posizione nella Schweizer Hitparade. Nel 2022 ha vinto un episodio del programma d'intrattenimento tedesco di RTL Zeig uns Deine Stimme.
Nel febbraio 2023 l'emittente radiotelevisiva pubblica SRF ha annunciato di avere selezionato internamente Remo Forrer come rappresentante svizzero all'Eurovision Song Contest 2023 a Liverpool. Il suo brano eurovisivo, Watergun, è stato presentato a marzo. Nel maggio successivo, dopo essersi qualificato dalla prima semifinale, Remo Forrer si è esibito nella finale eurovisiva, dove si è piazzato al 20º posto su 26 partecipanti con 92 punti totalizzati. Watergun ha raggiunto il 2º posto nella classifica svizzera dei singoli.

## Discografia

### Singoli
- 2020 – Home
- 2021 – Let Go
- 2021 – Sweet Lies (con Nehilo e gli Eastboys)
- 2022 – Out Loud
- 2023 – Watergun